# Кізги
Кізги́ (рос. Кизги, башк. Ҡыҙғы) — присілок у складі Архангельського району Башкортостану, Росія. Входить до складу Бакалдінської сільської ради.
Населення — 168 осіб (2010; 196 в 2002).
Національний склад:
- башкири — 100 %